# Pelastoneurus upembaensis
Pelastoneurus upembaensis är en tvåvingeart som beskrevs av Grichanov 2004. Pelastoneurus upembaensis ingår i släktet Pelastoneurus och familjen styltflugor.
Artens utbredningsområde är Kongo. Inga underarter finns listade i Catalogue of Life.